# Romano Bonaventura
Romano di Bonaventura Papareschi, meglio noto semplicemente come Romano Bonaventura (Roma, ... – Roma, 20 febbraio 1243), è stato un cardinale, vescovo cattolico, diplomatico e giurista italiano. Importante figura nella Curia romana di inizio Duecento, fu un personaggio influente nel Regno di Francia durante gli ultimi anni della crociata albigese.

## Origini e carriera
Romano Bonaventura nacque a Roma nell'ultimo quarto del XII secolo, membro dell'influente famiglia patrizia dei Papareschi, della quale faceva parte anche papa Innocenzo II.
Si sa poco della sua vita prima del cardinalato: laureato in legge, era uno dei più rinomati giureconsulti dell'Urbe, tanto che persino i pontefici lo chiamarono più volte a essere giudice e arbitro di varie dispute legali.
Probabilmente proprio come ricompensa per i suoi utili servigi, fu creato cardinale da papa Innocenzo III in un concistoro tenutosi agli inizi del 1216, ricevendo il titolo Sant'Angelo in Pescheria. Il primo documento curiale da lui siglato fu una bolla pontificia emessa tra il 7 marzo e il 13 aprile dello stesso anno.
Il successore di Innocenzo, Onorio III, lo nominò, per un periodo di tempo non noto, governatore della Campagna e Marittima, per poi designarlo arciprete della basilica di Santa Maria Maggiore nel 1220.

## Missione diplomatica in Francia
Nel 1222, Onorio III inviò Romano Bonaventura come legato pontificio a latere in una delicata missione diplomatica nel Regno di Francia per dare supporto alla crociata contro gli albigesi, che proprio in quegli anni aveva subito diverse battute d'arresto.

### Predicazione della crociata
Giunto oltralpe, il Bonaventura, per raccogliere nuovi sostenitori per la crociata e rafforzare le istituzioni della Chiesa francese contro il catarismo, convocò un primo concilio a Parigi nel 1223, cui seguì il ben più grande concilio di Bourges nel 1225, al quale parteciparono centinaia tra vescovi, arcivescovi e abati, nonché i conti Raimondo VII di Tolosa e Amalrico VI di Montfort. Altri concili seguirono nelle città di Tolosa, Évreux e Montpellier. Grazie a queste sinodi e alla sua capacità comunicativa, il cardinale Bonaventura riuscì a ravvivare il sostegno alla crociata e a radunare un cospicuo esercito per proseguire la guerra. La sua predicazione in quegli anni si rivolse anche ai sovrani cattolici iberici affinché continuassero con ancora più vigore la loro crociata contro i Mori. La sua efficacia fu tale che più volte il pontefice Onorio III gli scrisse per congratularsi del suo operato e del suo zelo.

### Consigliere della regina

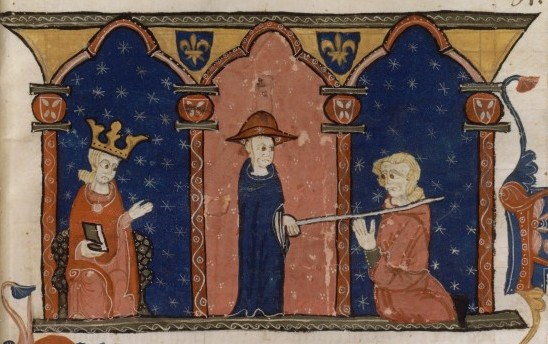
Il cardinale Romano Bonaventura (centro) riceve la sottomissione di Raimondo VII di Tolosa (destra) alla presenza di re Luigi IX (sinistra)

Data l'importanza del sostegno dei reali francesi alla causa della crociata, Romano divenne una figura molto vicina alla coppia reale e nel 1226, dopo l'improvvisa morte di re Luigi VIII di Francia, divenne inoltre il principale consigliere di Bianca di Castiglia, reggente per conto del figlio minorenne Luigi IX, assumendo anche il ruolo di precettore del futuro sovrano. Il Bonaventura fu addirittura scelto per battezzare in prima persona l'ultimogenito del defunto re, il futuro Carlo I d'Angiò. Il cardinale offrì alla regina vedova un importante sostegno contro i baroni ribelli (dai quali si vide più volte accusato di essere, in realtà, l'amante di Bianca), desiderosi di approfittare del momento di debolezza della corona per accrescere i propri diritti feudali e la propria autonomia.
L'attività del Bonaventura non fu fondamentale solo per stroncare la congiura dei feudatari settentrionali, ma anche porre definitivamente fine alla rivolta occitana: fu infatti il cardinale Romano a suggerire nel 1229 al giovane re Luigi IX di saccheggiare le campagne nei territori del conte Raimondo VII e di distruggerne le coltivazioni, i campi e i possedimenti così da costringerlo a scendere a patti con la corona, dando inizio ai negoziati che portarono pochi mesi dopo alla firma del trattato di Parigi, che segnò la conclusione della crociata albigese.

### Altre attività
Durante la sua permanenza in Francia, Romano Bonaventura fece in più di un'occasione visita per conto del pontefice anche all'Abbazia di Cîteaux per assistere all'annuale capitolo generale dell'ordine cistercense.
Nel corso della sua legazione, tornò a Roma almeno una volta, nel 1227, per prendere parte all'elezione che avrebbe portato sul soglio pontificio papa Gregorio IX, il quale lo nominò vicario generale di Roma, incarico che ricoprì probabilmente fino al 1230.

## Ultimi anni
Conclusa la sua missione oltralpe, Romano Bonaventura fu richiamato a Roma da Gregorio IX, il quale più avanti lo inviò nuovamente come legato pontificio, stavolta nel Regno d'Inghilterra, ma non si conoscono dettagli sull'esito di questa legazione o sul periodo esatto in cui si svolse.
Nell'agosto del 1234 fu consacrato vescovo di Porto e Santa Rufina. Grazie alla sua posizione vescovile, favorì la cessione alla propria famiglia da parte dell'abbazia di San Paolo fuori le mura del castello di Santa Severa, compreso nel territorio della diocesi portuense.
Romano Bonaventura morì a Roma il 20 febbraio 1243 (o nei giorni immediatamente precedenti), durante la lunga sede vacante che seguì la morte di papa Celestino IV.

## Elezioni papali
In qualità di cardinale, Romano Bonaventura prese parte alle seguenti elezioni papali:
- Elezione papale del 1216
- Elezione papale del 1227
- Elezione papale del 1241
- Elezione papale del 1243

## Successione apostolica
La successione apostolica è:
- Cardinale Jean Halgrin d'Abbeville, O.S.B.Clun. (1225)